# Baron von Tollbooth and The Chrome Nun
Baron von Tollbooth and the Chrome Nun är ett album av Paul Kantner, Grace Slick och David Freiberg som gavs ut 1973.
Kantner och Slick var tidigare medlemmar av den psykedeliska rockgruppen Jefferson Airplane. Även David Freiberg, som annars framför allt är känd som basist i Quicksilver Messenger Service, var medlem i Jefferson Airplane under deras sista tid och medverkar på livealbumet Thirty seconds over Winterland som släpptes samma år som Baron von Tollbooth and the Chrome Nun.
Alla medlemmar från Jefferson Airplane medverkar på albumet men på de flesta spåren spelar Jerry Garcia från Grateful Dead gitarr och Chris Ethridge från The Flying Burrito Brothers bas.
Baron von Tollbooth and the Chrome Nun var David Crosbys (känd från The Byrds och Crosby, Stills & Nash) smeknamn för Paul Kantner och Grace Slick.

## Låtlista
1. "Ballad of the Chrome Nun" (David Freiberg / Grace Slick) — 3:59
2. "Fat" (Grace Slick) — 3:13
3. "Flowers of the Night" (Jack Traylor) — 4:13
4. "Walkin'" (Paul Kantner / Grace Slick) — 2:31
5. "Your Mind Has Left Your Body" (Paul Kantner) — 5:45
6. "Across the Board" (Grace Slick) — 4:34
7. "Harp Tree Lament" (David Freiberg / Robert Hunter) — 3:34
8. "White Boy (Transcaucasian Airmachine Blues)" (Paul Kantner) — 4:13
9. "Fishman" (Grace Slick) — 2:40
10. "Sketches of China" (Paul Kantner / Grace Slick) — 5:13

## Medverkande
Ballad of the Chrome Nun
- David Freiberg - piano, sång
- John Barbata - trummor
- Chris Ethridge - bas
- Craig Chaquico - gitarr
- Jerry Garcia - gitarr
- Paul Kantner - gitarr, sång
- Grace Slick - sång
- David Crosby - sång

Fat
- Grace Slick - piano, sång
- Chris Ethridge - bas
- John Barbata - trummor
- Paul Kantner - gitarr, sång
- Jerry Garcia - gitarr
- David Freiberg - keyboard
- The Pointer Sisters - sång

Flowers of the Night
- Jack Traylor - akustisk gitarr, sång
- Paul Kantner - elektrisk gitarr, sång
- Craig Chaquico - gitarr
- John Barbata - trummor
- Chris Ethridge - bas
- David Freiberg - keyboard, sång
- Grace Slick - sång

Walkin'
- John Barbata - trummor
- Chris Ethridge - bas
- Paul Kantner - gitarr, sång
- Jerry Garcia - gitarr, banjo
- Grace Slick - piano, sång
- Papa John Creach - violin
- David Freiberg - sång

Your Mind Has Left Your Body
- Paul Kantner - 12-strängad gitarr, sång
- Grace Slick - piano, sång
- David Freiberg - keyboard, sång
- Jerry Garcia - gitarr
- John Barbata - trummor
- Jack Casady - bas
- Mickey Hart - gong
- Jorma Kaukonen - gitarr

Across the Board
- Grace Slick - piano, sång
- Chris Ethridge - bas
- John Barbata - trummor
- Jerry Garcia - gitarr
- David Freiberg - keyboard

Harp Tree Lament
- David Freiberg - piano, keyboard, sång
- John Barbata - trummor
- Chris Ethridge - bas
- Paul Kantner - gitarr, sång
- Grace Slick - sång

White Boy (Transcaucasian Airmachine Blues)
- Paul Kantner - gitarr, munspel, sång
- Grace Slick - piano, sång
- John Barbata - trummor
- Jack Casady - bas
- David Freiberg - keyboard, sång
- Jerry Garcia - gitarr
- Jack Traylor - sång

Fishman
- Grace Slick - piano, sång
- John Barbata - trummor
- Jack Casady - bas
- Craig Chaquico - gitarr
- Jerry Garcia - gitarr

Sketches of China
- Paul Kantner - 12-strängad gitarr, sång
- Grace Slick - piano, sång
- John Barbata - trummor
- Chris Ethridge - bas
- David Freiberg - keyboard, sång
- Mickey Hart - gong
- Jerry Garcia - gitarr
- Jack Traylor - sång